# Collegio plurinominale Calabria - 01 (Camera dei deputati 2020)
Il collegio elettorale plurinominale Calabria - 01 è un collegio elettorale plurinominale della Repubblica italiana per l'elezione della Camera dei deputati.

## Territorio
Come previsto dalla legge n. 51 del 27 maggio 2019, il collegio è stato definito tramite decreto legislativo all'interno della Circoscrizione Calabria.
Il collegio comprende l'intera circoscrizione cioè tutti e cinque i collegi uninominali Calabria - 01 (Corigliano-Rossano), Calabria - 02 (Cosenza), Calabria - 03 (Catanzaro), Calabria - 04 (Vibo Valentia) e Calabria - 05 (Reggio di Calabria).

## XIX legislatura

### Risultati elettorali
|                               | Fratelli d'Italia                                       | 136 479   | 18,97 | 3 | 297 541 | 41,35 | 4 |  |  |
|                               | Forza Italia                                            | 112 211   | 15,60 | 1 | 297 541 | 41,35 | 4 |  |  |
|                               | Lega per Salvini Premier                                | 41 676    | 5,79  | 1 | 297 541 | 41,35 | 4 |  |  |
|                               | Noi Moderati                                            | 7 175     | 1,00  | – | 297 541 | 41,35 | 4 |  |  |
|                               | Movimento 5 Stelle                                      | 211 390   | 29,38 | 2 | 211 390 | 29,38 | 1 |  |  |
|                               | Partito Democratico - Italia Democratica e Progressista | 103 315   | 14,36 | 1 | 130 605 | 18,15 | – |  |  |
|                               | Alleanza Verdi e Sinistra                               | 13 050    | 1,81  | – | 130 605 | 18,15 | – |  |  |
|                               | +Europa                                                 | 7 820     | 1,09  | – | 130 605 | 18,15 | – |  |  |
|                               | Impegno Civico – Centro Democratico                     | 6 420     | 0,89  | – | 130 605 | 18,15 | – |  |  |
|                               | Azione - Italia Viva                                    | 29 810    | 4,14  | – | 29 810  | 4,14  | – |  |  |
|                               | Unione Popolare                                         | 16 341    | 2,27  | – | 16 341  | 2,27  | – |  |  |
|                               | Italexit                                                | 10 044    | 1,40  | – | 10 044  | 1,40  | – |  |  |
|                               | Italia Sovrana e Popolare                               | 8 583     | 1,19  | – | 8 583   | 1,19  | – |  |  |
|                               | Partito Comunista Italiano                              | 4 659     | 0,65  | – | 4 659   | 0,65  | – |  |  |
|                               | Sud chiama Nord                                         | 2 426     | 0,34  | – | 2 426   | 0,34  | – |  |  |
|                               | Partito Animalista – UCDL – 10 Volte Meglio             | 2 241     | 0,31  | – | 2 241   | 0,31  | – |  |  |
|                               | Alternativa per l'Italia (PdF - Exit)                   | 1 908     | 0,27  | – | 1 908   | 0,27  | – |  |  |
|                               | Noi di Centro – Europeisti                              | 1 662     | 0,23  | – | 1 662   | 0,23  | – |  |  |
|                               | Vita                                                    | 1 486     | 0,21  | – | 1 486   | 0,21  | – |  |  |
|                               | Forza del Popolo                                        | 815       | 0,11  | – | 815     | 0,11  | – |  |  |
| Totale                        | Totale                                                  | 719 511   | 100   | 8 | 719 511 | 100   | 5 |  |  |
|                               |                                                         |           |       |   |         |       |   |  |  |
| Voti non validi               | Voti non validi                                         | 40 843    | 5,37  |   |         |       |   |  |  |
| Votanti                       | Votanti                                                 | 760 354   | 50,80 |   |         |       |   |  |  |
| Elettori                      | Elettori                                                | 1 496 834 |       |   |         |       |   |  |  |
|                               |                                                         |           |       |   |         |       |   |  |  |
| Data: 25 settembre 2022       |                                                         |           |       |   |         |       |   |  |  |
| Fonte: Ministero dell'interno |                                                         |           |       |   |         |       |   |  |  |

### Eletti

#### Eletti nei collegi uninominali
Eletti nella coalizione di coalizione di centro-destra (FdI - LSP - FI - NM)
     Eletti nel Movimento 5 Stelle
| Collegio uninominale    | Eletto | Eletto               | Partito |
| ----------------------- | ------ | -------------------- | ------- |
| 01 - Corigliano-Rossano |        | Domenico Furgiuele   | LSP     |
| 02 - Cosenza            |        | Anna Laura Orrico    | M5S     |
| 02 - Cosenza            |        | Andrea Gentile       | FI      |
| 03 - Catanzaro          |        | Wanda Ferro          | FdI     |
| 04 - Vibo Valentia      |        | Giovanni Arruzzolo   | FI      |
| 05 - Reggio Calabria    |        | Francesco Cannizzaro | FI      |

1. 1 2  In data 12.03.2025 Anna Laura Orrico decade per riconteggio schede. Al suo posto subentra Andrea Gentile, candidato della coalizione di centro-destra.[2]

##### Eletti nei collegi plurinominali
| Movimento 5 Stelle                                   | Fratelli d'Italia  | Forza Italia            | Partito Democratico-IDP | Lega per Salvini Premier |
| ---------------------------------------------------- | ------------------ | ----------------------- | ----------------------- | ------------------------ |
|                                                      |                    |                         |                         |                          |
| - Vittoria Baldino - Riccardo Tucci - Elisa Scutellà | - Eugenia Roccella | - Giuseppe Mangialavori | - Nico Stumpo           | - Simona Loizzo          |

1. ↑  Proclamata come migliore candidata non eletta tra quelli della lista nei collegi uninominali nell'ambito del collegio plurinominale originario, a seguito dell'incapienza della lista, ai sensi del Decreto del presidente della Repubblica 30 marzo 1957, n. 361, articolo 84. In data 12.05.2025 il seggio di Anna Laura Orrico, appartenente al gruppo M5S, nel collegio uninominale Calabria - 02 viene riassegnato a Andrea Gentile, che aderisce al gruppo FI-PPE; Anna Laura Orrico è di nuovo proclamata eletta nel collegio plurinominale Calabria - 01 in sostituzione di Elisa Scutellà, che cessa dal mandato parlamentare.[2]